# جيرارد ماك جلين
جيرارد ماك جلين (بالإنجليزية: Gerard McGlynn)‏ هو لاعب كرة قدم أمريكي في مركز الهجوم، ولد في 16 أكتوبر 1962. لعب مع Seattle Pacific Falcons men's soccer ‏.